# Leichtathletik-Länderkampf der Männer 1956 BR Deutschland – Schweden
| 12. Leichtathletik-Länderkampf mit bundesdeutscher Beteiligung 1956 | 12. Leichtathletik-Länderkampf mit bundesdeutscher Beteiligung 1956 |               |
| ------------------------------------------------------------------- | ------------------------------------------------------------------- | ------------- |
|                                                                     |                                                                     |               |
| Ländervergleich der Männer: BR Deutschland – Schweden               |                                                                     |               |
| Austragungsort                                                      | Köln                                                                |               |
| Wettbewerbe                                                         | 20                                                                  |               |
| Datum                                                               | 13./14. Oktober                                                     |               |
| 1. FRG 2. SWE                                                       | 115 P 097 P                                                         |               |
| Chronik                                                             |                                                                     |               |
| ← FRG-CSK (F)                                                       | CSK-FRG (M) →                                                       | CSK-FRG (M) → |

Im zwölften Vergleich des Länderkampfjahres 1956 trafen die deutschen Leichtathleten wieder auf einen Gegner, gegen den es in den vorangegangenen sieben Begegnungen in einer Veranstaltung mit dem kompletten leichtathletischen Programm immer sehr eng zugegangen war. Schon spät in der Saison, am 13./14. Oktober, traten die bundesdeutschen Männer in Köln gegen Schweden an. Dies war eines der wenigen Länder, gegen die Deutschland immer noch eine negative Bilanz aufzuweisen hatte. Drei Siegen standen vier Niederlagen gegenüber.

## Wettbewerbe und Modus
Dieser Länderkampf bot erneut ein komplettes Programm an zwei Tagen. Aus dem olympischen Wettbewerbskatalog fehlten nur der Marathonlauf, die beiden Gehdisziplinen und der Zehnkampf. Gewertet wurde in den Einzeldisziplinen nach dem Standardsystem, in den Staffeln gab es fünf zu zwei Punkte.

## Ergebnis
Im Laufbereich dominierten die bundesdeutschen Leichtathleten. Dort entschieden sie bei fünf Doppelerfolgen zehn Wettbewerbe für sich. Die Schweden kamen hier bei einem Doppelerfolg zu lediglich zwei Siegen. Die vier Disziplinen im Bereich Sprung dagegen gingen alle an Schweden, drei davon mit Doppelerfolgen. Die Wettbewerbe im Bereich Wurf/Stoß wurden geteilt, beide Länder errangen hier zwei Siege, jeweils einen mit Doppelerfolg. Damit entschied die Bundesrepublik Deutschland wie im Vorjahr den Vergleich für sich mit diesmal mit 115 zu 97 Punkten und glich die Länderkampfbilanz gegen Schweden aus.

## Resultate

### 100 m
| Platz | Athlet           | Land | Zeit (s) |
| ----- | ---------------- | ---- | -------- |
| 1     | Manfred Germar   | FRG  | 10,6     |
| 2     | Lothar Knörzer   | FRG  | 10,8     |
| 3     | Björn Malmroos   | SWE  | 10,8     |
| 4     | Per-Owe Trollsås | SWE  | 11,0     |

Datum: 13. August

### 200 m
| Platz | Athlet              | Land | Zeit (s) |
| ----- | ------------------- | ---- | -------- |
| 1     | Karl-Friedrich Haas | FRG  | 20,7     |
| 2     | Leonhard Pohl       | FRG  | 21,2     |
| 3     | Jan Carlsson        | SWE  | 21,4     |
| 4     | Björn Malmroos      | SWE  | 21,5     |

Datum: 14. August

### 400 m
| Platz | Athlet              | Land | Zeit (s) |
| ----- | ------------------- | ---- | -------- |
| 1     | Karl-Friedrich Haas | FRG  | 46,5     |
| 2     | Gösta Brännström    | SWE  | 47,7     |
| 3     | Walter Oberste      | FRG  | 47,9     |
| 4     | Alf Petersson       | SWE  | 49,5     |

Datum: 13. August

### 800 m
| Platz | Athlet        | Land | Zeit (min) |
| ----- | ------------- | ---- | ---------- |
| 1     | Günter Dohrow | FRG  | 1:48,2     |
| 2     | Paul Schmidt  | FRG  | 1:48,2     |
| 3     | Dan Waern     | SWE  | 1:49,1     |
| 4     | Hans Ring     | SWE  | 2:07,0     |

Datum: 13. August

### 1500 m
| Platz | Athlet             | Land | Zeit (min) |
| ----- | ------------------ | ---- | ---------- |
| 1     | Dan Waern          | SWE  | 3:46.4     |
| 2     | Ingvar Ericsson    | SWE  | 3:46.8     |
| 3     | Rolf Lamers        | FRG  | 3:48,4     |
| 4     | Karl-Heinz Schmalz | FRG  | 3:54,4     |

Datum: 14. August

### 5000 m
| Platz | Athlet           | Land | Zeit (min) |
| ----- | ---------------- | ---- | ---------- |
| 1     | Heinz Laufer     | FRG  | 14:07,8    |
| 2     | Bertil Källevagh | SWE  | 14:20,6    |
| 3     | Rolf Lamers      | FRG  | 14:31,2    |
| 4     | Carl Lundh       | SWE  | 15:00.4    |

Datum: 13. August

### 10.000 m
| Platz | Athlet         | Land | Zeit (min) |
| ----- | -------------- | ---- | ---------- |
| 1     | Walter Konrad  | FRG  | 29:32,2    |
| 2     | Rune Ahlund    | SWE  | 29:53,2    |
| 3     | Herbert Schade | FRG  | 30:11,2    |
| 4     | Sten Olsson    | SWE  | 30:33,4    |

Datum: 14. August

### 110 m Hürden
| Platz | Athlet               | Land | Zeit (s) |
| ----- | -------------------- | ---- | -------- |
| 1     | Martin Lauer         | FRG  | 14,4     |
| 2     | Bert Steines         | FRG  | 14,8     |
| 3     | Carl Gösta Jöhnemark | SWE  | 15,1     |
| 4     | Ove Andersson        | SWE  | 15,3     |

### 400 m Hürden
| Platz | Athlet              | Land | Zeit (s) |
| ----- | ------------------- | ---- | -------- |
| 1     | Helmut Janz         | FRG  | 51,8     |
| 2     | Kurt Bonah          | FRG  | 52,7     |
| 3     | Karl-Gösta Johnsson | SWE  | 53,1     |
| 4     | Sven-Olaf Eriksson  | SWE  | 53,7     |

Datum: 14. August

### 3000 m Hindernis
| Platz | Athlet             | Land | Zeit (min) |
| ----- | ------------------ | ---- | ---------- |
| 1     | Gunnar Tjörnebo    | SWE  | 9:00,4     |
| 2     | Heinz Laufer       | FRG  | 9:02,4     |
| 3     | Hans Norberg       | SWE  | 9:03,6     |
| 4     | Guido Blankenhagen | FRG  | 9:04,0     |

Datum: 14. August

### 4 × 100 m Staffel
| Platz | Besetzung      | Land                                                            | Zeit (s) |
| ----- | -------------- | --------------------------------------------------------------- | -------- |
| 1     | BR Deutschland | Lothar Knörzer Manfred Steinbach Leonhard Pohl Manfred Germar   | 40,5     |
| 2     | Schweden       | Per-Owe Trollsås Björn Malmroos Sven-Olof Westlund Jan Carlsson | 40,8     |

Datum: 13. August

### 4 × 400 m Staffel
| Platz | Besetzung      | Land                                                             | Zeit (min) |
| ----- | -------------- | ---------------------------------------------------------------- | ---------- |
| 1     | BR Deutschland | Jürgen Kühl Manfred Poerschke Walter Oberste Karl-Friedrich Haas | 3:09,0     |
| 2     | Schweden       | Jan Carlsson Karl-Gösta Johnsson Alf Petersson Gösta Brännström  | 3:11,4     |

Datum: 14. August

### Hochsprung
| Platz | Athlet          | Land | Höhe (m) |
| ----- | --------------- | ---- | -------- |
| 1     | Bengt Nilsson   | SWE  | 2,00     |
| 2     | Stig Pettersson | SWE  | 1,98     |
| 3     | Theo Püll       | FRG  | 1,95     |
| 4     | Werner Bähr     | FRG  | 1,80     |

Datum: 13. August

### Stabhochsprung
| Platz | Athlet          | Land | Höhe (m) |
| ----- | --------------- | ---- | -------- |
| 1     | Ragnar Lundberg | SWE  | 4,30     |
| 2     | Lennart Lind    | SWE  | 4,20     |
| 3     | Willi Reißmann  | FRG  | 4,00     |
| 4     | Horst Drumm     | FRG  | 4,00     |

Datum: 14. August

### Weitsprung
| Platz | Athlet            | Land | Weite (m) |
| ----- | ----------------- | ---- | --------- |
| 1     | Torgny Wåhlander  | SWE  | 7,36      |
| 2     | Ronald Krüger     | FRG  | 7,22      |
| 3     | Manfred Möllinger | FRG  | 7,11      |
| 4     | Bengt Johansson   | SWE  | 7,03      |

Datum: 13. August

### Dreisprung
| Platz | Athlet              | Land | Weite (m) |
| ----- | ------------------- | ---- | --------- |
| 1     | Roger Norman        | SWE  | 15,02     |
| 2     | Sten Ericksson      | SWE  | 14,70     |
| 3     | Theo Strohschnieder | FRG  | 14,57     |
| 4     | Hermann Höhnke      | FRG  | 14,56     |

Datum: 14. August

### Kugelstoßen
| Platz | Athlet             | Land | Weite (m) |
| ----- | ------------------ | ---- | --------- |
| 1     | Karl-Heinz Wegmann | FRG  | 16,80     |
| 2     | Erik Uddebom       | SWE  | 16,53     |
| 3     | Dietrich Urbach    | FRG  | 16,33     |
| 4     | Joel Eklund        | SWE  | 15,23     |

Datum: 14. August

### Diskuswurf
| Platz | Athlet          | Land | Weite (m) |
| ----- | --------------- | ---- | --------- |
| 1     | Erik Uddebom    | SWE  | 51,20     |
| 2     | Lars Arvidsson  | SWE  | 51,09     |
| 3     | Martin Bührle   | FRG  | 47,96     |
| 4     | Dietrich Urbach | FRG  | 47,17     |

Datum: 13. August

### Hammerwurf
| Platz | Athlet         | Land | Weite (m) |
| ----- | -------------- | ---- | --------- |
| 1     | Birger Asplund | SWE  | 59,02     |
| 2     | Hugo Ziermann  | FRG  | 58,06     |
| 3     | Karl Storch    | FRG  | 57,81     |
| 4     | Knut Waren     | SWE  | 55,42     |

Datum: 13. August

### Speerwurf
| Platz | Athlet             | Land | Weite (m) |
| ----- | ------------------ | ---- | --------- |
| 1     | Heinrich Will      | FRG  | 80,22     |
| 2     | Herbert Koschel    | FRG  | 77,80     |
| 3     | Knut Fredriksson   | SWE  | 76,37     |
| 4     | Gullbrand Sjöström | SWE  | 70,24     |

Datum: 14. August